# Aalborg Academisch ziekenhuis
Aalborg Academisch ziekenhuis (Aalborg Universitetshospital) is een academisch ziekenhuis in Aalborg verbonden aan de Universiteit van Aalborg.
Dit ziekenhuis is de grootste in de noordelijke regio van Denemarken en heeft ongeveer 6500 medewerkers.